# Biserica de lemn din Drighiu

Biserica de lemn din Drighiu, judeţul Sălaj

Schiţa clopotniţei bisericii de lemn din Drighiu, judeţul Sălaj

Biserica de lemn din Drighiu a fost construită în anul 1794.
În perioada 1945-1948, prin efortul preotului Ilie Borz, s-a construit în Drighiu biserica de zid cu hramul „Sf. Arh. Mihail și Gavriil”. Aceasta a fost trecută în folosința Bisericii Ortodoxe Române și sfințită ca biserică ortodoxă în anul 1956.